# Craterul La Moinerie

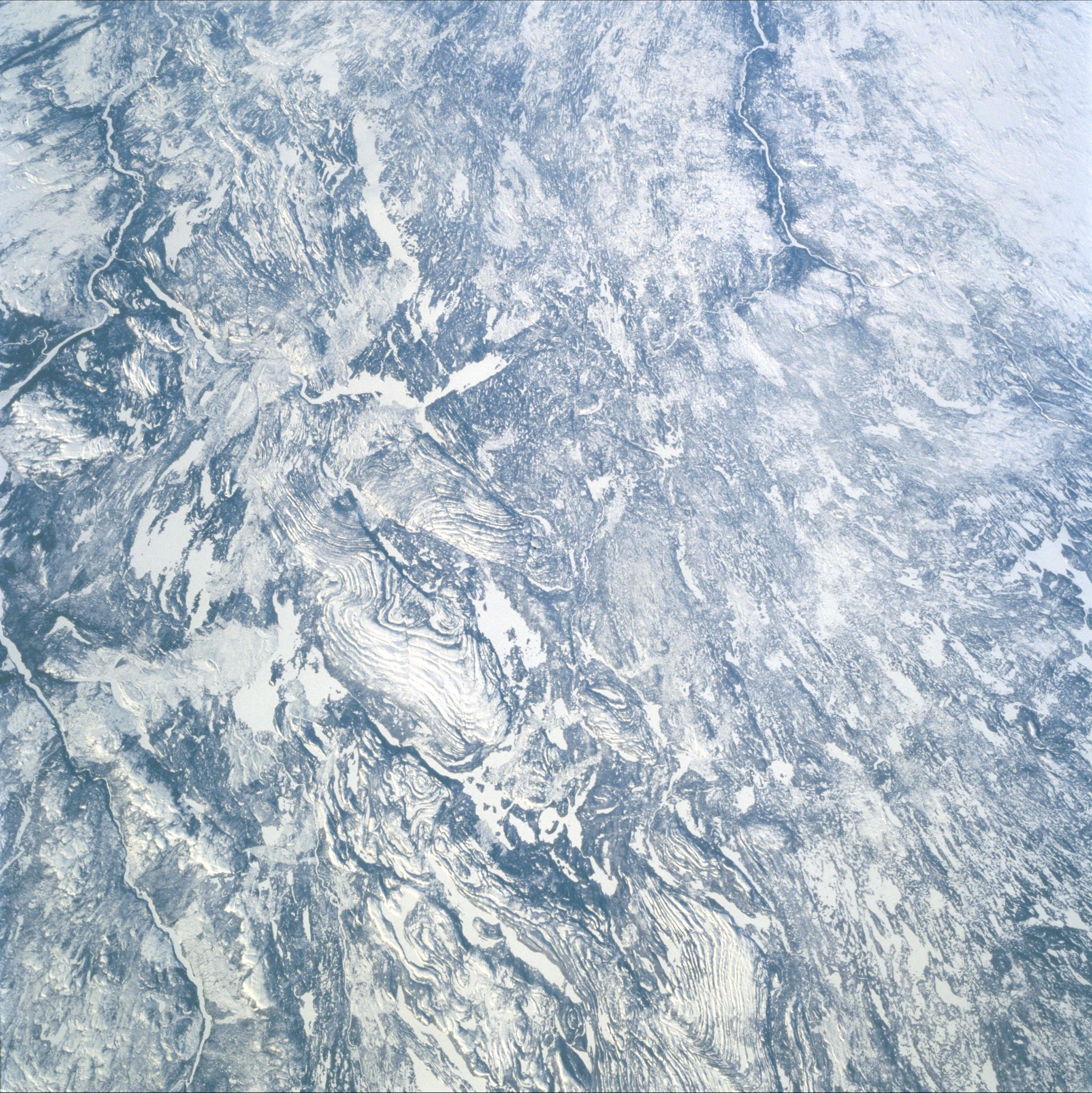
Lacul La Moinerie așa cum este văzut de pe orbita Pământului.

La Moinerie este un crater de impact meteoritic în Quebec, Canada. 

## Date generale
Are 8 km în diametru și are vârsta estimată la 400 ± 50 milioane ani (Silurian sau Devonian). Craterul este expus la suprafață și este umplut cu apă, formând lacul La Moinerie. Ghețarii au erodat multe din caracteristici originale ale craterului La Moinerie, inclusiv ridicătura centrală.